# Bent Jensen (Fußballspieler)
Bent Kjær Jensen (* 6. Juni 1947 in Odense) ist ein ehemaliger dänischer Fußballspieler.

## Karriere
Jensen begann seine Karriere beim damaligen dänischen Erstligisten B 1913 Odense, bevor er 1969 ins Ausland wechselte. Von 1969 bis 1972 war Jensen in der französischen Première Division für Girondins Bordeaux aktiv, 1972 schloss er sich dem deutschen Bundesligisten Eintracht Braunschweig an. In Braunschweig konnte er sich jedoch nicht durchsetzen und stand in der Saison 1972/73 lediglich neunmal in der Startaufstellung. Nach dem Abstieg der Eintracht 1973 verließ er den Verein wieder und wechselte zum SK Austria Klagenfurt nach Österreich. Nach zwei Spielzeiten in Klagenfurt, in denen die Austria jeweils knapp dem Abstieg entging, kehrte Jensen nach Dänemark zurück und ließ seine Karriere bei seinem inzwischen in die 3. Liga abgestiegenen Heimatverein B 1913 ausklingen.
Zwischen 1968 und 1972 kam Jensen zudem insgesamt 20 mal in der Nationalmannschaft Dänemarks zum Einsatz, dabei erzielte er 13 Tore. Mit Dänemark nahm er an der Qualifikation zu den Fußball-Weltmeisterschaften 1970 und 1974 teil, jedoch konnte sich seine Mannschaft für keines der beiden Turniere qualifizieren.